# Т-34 (малий танк)
Т-34 — радянський дослідний малий танк 1930-х років.

## Історія
Був створений в 1931–1933 роках та призначався на роль танка «другого ешелону» або «мобілізаційного танка», який міг би збиратися на базі освоєних автомобільних агрегатів на автомобільних заводах. Випуск такого танка передбачалося вести в загрозливий період перед початком або під час війни, щоб компенсувати брак у військах більш потужних, але і більш складних танків, таких як Т-26, з розгортанням виробництва якого СРСР мав в той період проблеми. Наприкінці 1932 — початку 1933 року були побудовані та пройшли випробування два прототипи Т-34.

## Проблеми
Недостатнє озброєння, що складалося лише з 7,62-мм кулемета, передбачалося замінити на 20-мм автоматичну гармату конструкції Б. Шпитального, проте остання так і не була готова протягом 1933 року. На озброєння танк прийнятий не був і подальша робота по танку практично не велася і повністю припинилася до кінця 1934 року, оскільки до того часу вдалося налагодити масовий випуск Т-26.